# Frontera entre Birmania y Tailandia
La frontera entre Birmania y Tailandia es una línea de 2.416 kilómetros de extensión en sentido noreste-suroeste, que separa el este de Birmania del oeste de Tailandia. Está marcada por las crestas de los montes Tenasserim y los ríos Moei, Salween y Ruak al norte, y Kraburi al sur. De sur a norte, la frontera va desde el Mar de Andaman hasta el noreste de Tailandia, en la triple frontera entre Birmania, Tailandia y Laos.

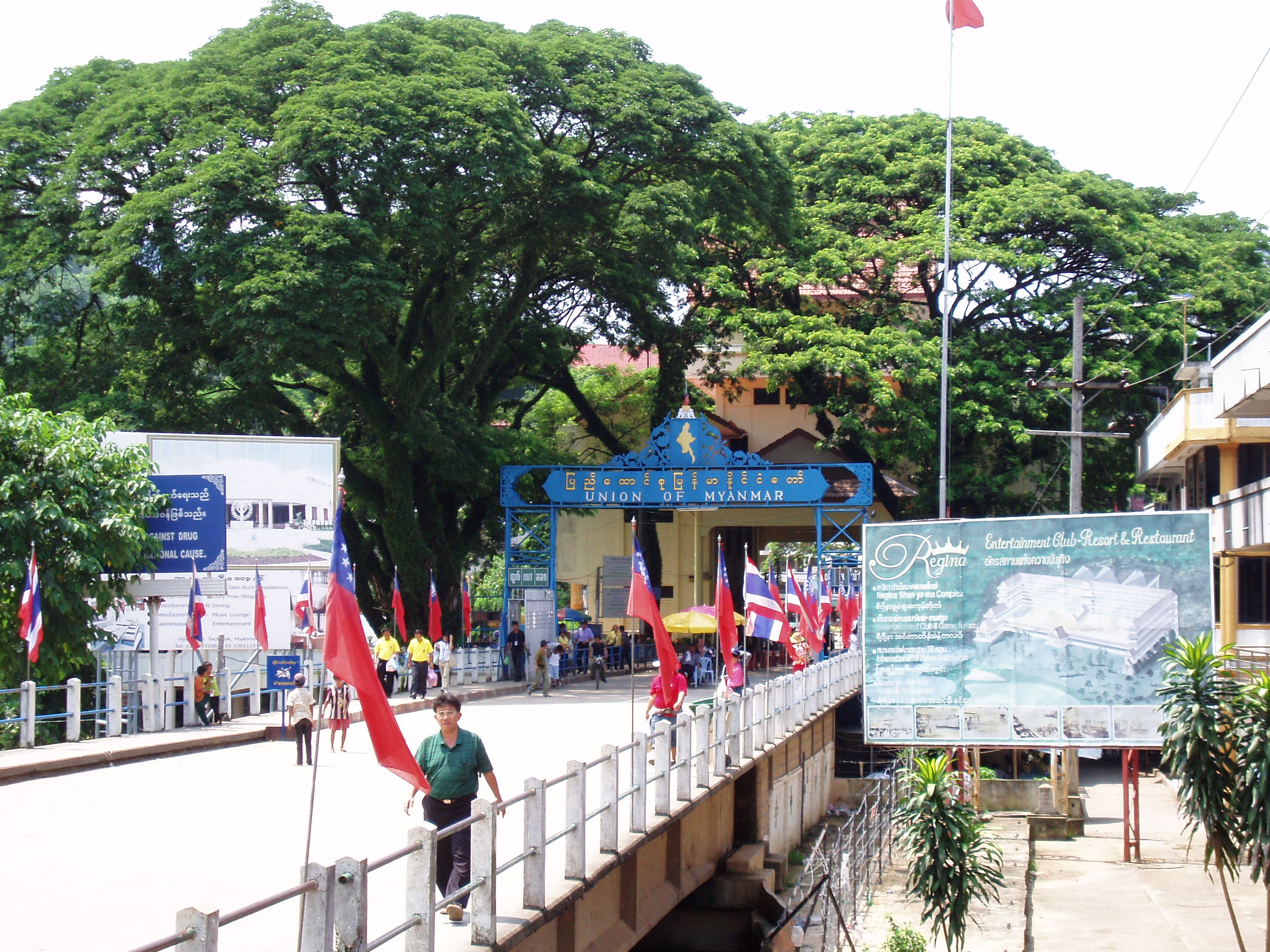
Puente fronterizo sobre el Ruak entre la villa tailandesa de Mae Sai (provincia de Chiang Rai) y birmana de Tachileik (estado Shan).

Al sur, un punto de paso particularmente importante es el Puerto de Tres Pagodas. Esta frontera sólo está abierta para los ciudadanos birmanos y tailandeses. Está cerrado a los extranjeros, ya sea a pie o en vehículo.
En 2010, se produjeron una larga serie de escaramuzas en la frontera entre el Tatmadaw (Ejército de Birmania) y brigadas del Ejército Budista Democrático Karen (DKBA). Los enfrentamientos estallaron a lo largo de la frontera con Tailandia poco después de las elecciones generales del 7 de noviembre de 2010. Se estima que 10.000 refugiados habrían huido a la vecina Tailandia para escapar del violento conflicto. Había preocupación que, debido al descontento por las elecciones y las especulaciones de fraude electoral, el conflicto degenerara en una guerra civil.